# Ленинградский областной колледж культуры и искусства
Государственное бюджетное профессиональное образовательное учреждение «Ленинградский областной колледж культуры и искусства» был основан в 1938 году. Старейшее в России учебное заведение среднего профессионального образования в сфере культуры.

## История
История ЛОККиИ началась с решения Совета Народных Комиссаров РСФСР о создании в 1938 г. областной политико-просветительной школы. За годы существования менялись адреса и названия организации:
1938 — 2-я Ленинградская областная политико-просветительная школа,
1960 — Ленинградское областное культурно-просветительное училище,
1986 — Ленинградское областное училище культуры,
1994 — Ленинградский областной колледж культуры и искусства.
Среди выпускников ЛОККиИ — члены правительства Ленинградской области, директора музеев, дворцов и домов культуры, руководители художественных коллективов, преподаватели высших и средних учебных заведений.
Первоначально колледж помещался на ул. Кирилловской, 19, с 1976 — по современному адресу. Во дворе здания ЛОККиИ установлен памятник О. Ф. Берггольц (1998, скульп. Н. Г. Сухорукова).

## Специальности
- «Социально — культурная деятельность»
- «Организация и постановка культурно-массовых мероприятий и театрализованных представлений»
- «Декоративно-прикладное искусство и народные промыслы»
- «Инструментальное исполнительство»
- «Народное художественное творчество»
- «Хоровое дирижирование»
- «Музыкальное искусство эстрады (по видам)»